# Bulgarischer Amateurfunkverband
Der Bulgarische Amateurfunkverband, bulgarisch Българска федерация на радиолюбителите (БФРЛ), Bŭlgarska federatsiya na radiolyubitelite, englisch Bulgarian Federation of Radio Amateurs, kurz: BFRA, ist der nationale Verband der Funkamateure in Bulgarien.
Die BFRA ist eine  Non-Profit-Organisation zur Förderung des sozialen Zusammenhalts, Weiterentwicklung der Technik und zur körperlichen Ertüchtigung. Sie wurde 1970 als Nachfolgerin des Bulgarischen Radioclubs von 1926, des Amateurfunkkomitees von 1947 und des Zentralen Radioclubs von 1951 gegründet. Seit 1991 ist die BFRA gemäß bulgarischem Recht offiziell als gemeinnützige Organisation registriert.
Der Verband ist Mitglied der International Amateur Radio Union (IARU Region 1), der internationalen Vereinigung von Amateurfunkverbänden, und vertritt dort die Interessen der Funkamateure des Landes.
Die BFRA verfügt über ein QSL-Büro zur kostenlosen Vermittlung von QSL-Karten.